# Vandbakkelse
Vandbakkelser er en opbagning af smør/margarine, mel og vand, som røres op med æg. Vandbakkelser er ikke tilsat sukker, og de kan anvendes både som kager fyldt med flødeskum og syltetøj og som en let anretning fyldt med f.eks. rejesalat.
Vandbakkelser bruges flere steder i Danmark som kagemand til fødselsdag. Vandbakkelsesdejen er lagt i et tyndt lag på en bageplade og bagt i form af en person og pyntet med glasur og slik.